# Juncus anatolicus
Juncus anatolicus är en tågväxtart som beskrevs av Sven E. Snogerup. Juncus anatolicus ingår i släktet tåg, och familjen tågväxter. Inga underarter finns listade i Catalogue of Life.